# 그리스인 조르바 (영화)
《그리스인 조르바》는 앤서니 퀸 주연의 영화이다. 니코스 카잔차키스의 동명의 소설을 바탕으로 제작되었다.

## 줄거리
버질(앨런 베이츠)의 영국에서 건너온 그리스, 영국인 혼혈 작가이다. 그는 그리스 아테네 항구에서 크레타 섬에 가기 위한 섬에서 출항을 기다리다 열정적인 일꾼이자 음악가인 조르바(앤소니 퀸)을 만나게 된다. 버질은 자신의 아버지가 소유하고 있던 크레타 섬을 갈탄 광산 재개발을 위해 여행한다고 조르바에게 설명한다. 이에 조르바는 바질에게 자신의 광산 경험을 설명하며 자신을 데려갈 것을 설득한다.
이 둘이 자동차를 타고 크레타 섬에 있는 작은 마을에 들어서자 많은 농민들이 나와 환영을 한다. 그들은 늙은 프랑스 출신의 미망인(릴라 케도바)이 운영하는 "호텔 리츠"에서 머문다. 조르바가 버질에게 마담과 함께 춤을 출 것을 권하지만 버질은 마다하고 조르바는 그 기회에 마담과 춤을 추며 유대감을 형성한다.
그 후 계속해서, 버질과 조르바는 기존의 갈탄 광산에서 일을 해보지만 자꾸 무너지는 광산 탓에 진전이 되지 않는다. 계속 낡은 광산에 대해 고민하던 조르바는 우연히 넓은 땅을 소유하고 있는 수도원을 발견하고 그 땅의 나무들을 이용하려는 아이디어를 생각해 낸다. 그는 집에 돌아와 버질과 함께 춤을 추기 시작한다.
한편, 비 오는 어느날 버질과 조르바는 한 가게에서 미망인을 발견하게 된다. 수많는 남성들이 재혼하지 않은 마을 미망인을 희롱한다. 그러한 미망인에게 버질은 자신의 우산을 건네주고, 조르바는 버질에게 그녀와 함께 갈 것을 제안했으나 수줍은 버질은 끝내 거절한다.
버질은 조르바의 수도원 계획에 동의하여 그에게 케이블과 기타 부속품을 사기위한 돈을 주고 니아의 큰 도시로 보냈다. 조르바는 버질과 그에게 빠진 호텔 마담에게 작별인사를 하고 떠난다. 하지만 조르바는 니아에서 버질의 돈으로 카바레에 가 젊은 댄서와 눈맞힌다. 버질은 조르바의 편지를 보고 조르바가 마담을 버렸음을 알았으며, 자신의 돈을 낭비함에 분노해 호텔 마담에게 조르바가 청혼하고 곧 결혼하려 한다고 거짓말을 친다. 한편 젊은 미망인은 우산과 크리스마스 쿠키를 동네 바보를 통해 버질에게 돌려준다.
조르바가 돌아와 버질이 저지른 일에 대해 놀라 화낸다. 또한 조르바가 버질에게 지난밤의 행적을 묻는다. 그날 밤, 버질은 젊은 미망인의 집을 찾아갔고, 사랑의 밤을 지낸다. 마을사람들이 그 광경을 목격하고 소문이 돌았다. 이에 젊은 미망인을 짝사랑하던 동네 청년이 자살을 해버린다.
동네 청년의 장례식에 젊은 미망인이 눈에 띄지 않게 참석하려하다가 마을사람들에 의해 차단된다. 결국 안뜰에 갇혀 청년의 자살에 대한 책임으로 마을사람들에게 돌팔매질 당한다. 버질은 자신이 개입하기엔 두려워 조르바에게 알린다. 조르바는 자살한 청년의 친구인 미미토스가 칼을 들고 미망인을 죽이려하자 그를 저지한다. 그 때, 자살한 청년의 아버지가 칼을 가져와 미망인을 죽인다. 버질이 자신의 무능력에 대해 한탄하자 조르바는 죽음의 공허함에 대해 설명한다.
비 오는 날, 마담 오스텐스가 버질과 조르바의 집에 찾아와 그들을 기다린다. 결혼식에 진전이 없자 조르바에게 불평을 하자. 조르바는 당장 결혼식을 하자고 제안한다. 그러자 마담도 그에 동의하여 간단한 결혼식을 올린다.
얼마 후, 마담은 폐렴에 걸려 임종 직전까지에 이르렀다. 버질과 조르바는 그녀의 곁에서 간호한다. 한편 이를 본 마을 사람들은 '타지인'이 죽어감에 확신하자 집으로 몰려온다. 위로가 아닌 그녀의 물건을 탐하기 위해 몰려들어왔다. 그녀가 죽기를 기다리며 전전긍긍 집 주변을 서성인다. 그녀가 죽자 마을사람들은 소리지르면 물건들을 훔치기 시작한다. 심지어 그녀의 방에까지 들어와 물건들을 모두 가져간다. 가져갈수 있는 것은 다 가져간 후 떠나간 사람들을 보며 조르바는 홀로 한숨을 쉰다. 조르바는 그녀 옆에 있던 새장의 앵무새를 들고 떠난다.
조르바가 계획했던 나무운반은 완료되어, 양고기를 구으며 축제 분위기가 되었다. 수도사들의 축복에 이어 조르바는 공기총을 쏘아 시작을 알렸다. 그러자 통나무가 빠른 속도로 케이블을 타고 내려오다가 박살나 아주 조금의 일부만이 남아 내려왔다. 이에 조르바는 당황하지 않고 두번째로 공기총을 쏘아올리자 다음 통나무가 내려온다. 그러자 이번에도 엄청난 속도로 내려와 바다에 빠지고 만다. 조르바는 다시 공기총을 쏘고 통나무는 또다시 무서운 속도로 내려와 무대를 박살낸다. 수도사들과 마을 주민들은 이미 버질과 조르바를 떠나 도망갔다.
버질과 조르바는 구운 양고기를 먹으로 해안 옆에 앉았다. 조르바는 자신이 큰 도시를 여행할 것이라며 이야기한다. 조르바가 곧 떠날때 버질도 함께 떠날 것을 요청하였다. 조르바는 버질의 영국행 출항에 슬퍼하며, 그에게 광기가 사라졌음을 아쉬워한다. 버질은 조르바에게 춤을 알려줄 것을 요청했고, 조르바는 그에게 춤을 알려준다. 버질은 자신의 바보같은 춤사위에 크게 웃는다. 이야기는 두 남자가 열정적으로 해변에서 춤을 추는 것으로 끝난다.

## 주제
| “ | 인생의 행복은 무엇이며 어떻게 사는 것이 완벽한 자유를 구가하면서 인간다운 삶을 영위하는 것인가? | ” |

## 등장인물[2][3]
| 마이클 카코야니스 | 앤서니 퀸          | 앨런 베이츠 | 이렌느 파파스 | 릴라 케도바      | 소티리스 모우스타카스 |
| 감독              | 알렉시스 조르바 役 | 버질 役     | 미망인 役     | 마담 오스탕스 役 | 미미토스 役           |

## 인용문
Basil: 난 말썽 일으키기 싫어요.

Alexis Zorba: 인생은 원래 말썽입니다. 죽어야만 끝나죠. 허리띠 풀고 말썽 찾아다니는게 인생이라니까.

Alexis Zorba: 젊은 이들이 왜 죽죠? 사람은 왜 죽죠? 말해줘요.

Basil: 나도 몰라요.

Alexis Zorba: 책을 읽고도 그거 하나 몰라요? 책이 그런 걸 못 가르쳐주면 대체 뭘 가르쳐주죠?

Basil: 책은 가르쳐주죠. 조르바의 질문같은 물음들에. 대답할 수 없는 인간의 고뇌에 대해서.

Alexis Zorba: 그런 고뇌따위 엿이나 먹으라지!

Alexis Zorba: 선생은 생각이 너무 많아요. 그게 문제라니까. 약아빠진 사람들과 장사꾼들은 뭐든 저울질을 하죠.

## 수상기록[4]
1965 Academy Awards, USA

- Oscar - Best Actress in a Supporting Role 릴라 케도바
- Oscar - Best Cinematography, Black-and-White 월터 래샐리
- Oscar - Best Art Direction-Set Decoration, Black-and-White Vassilis Photopoulos

1966 David di Donatello Awards

- Golden Plate - 마이클 카코야니스

1965 Laurel Awards

- Golden Laurel - Sleeper

1964 National Board of Review, USA

- NBR Award - Best Actor 앤서니 퀸
- NBR Award - Top Ten Films

## 참조
1. ↑  안남연 <『그리스인조르바』에 나타난 인간의 자유와 삶의 의미>
2. ↑  네이버 영화 http://movie.naver.com/movie/bi/mi/basic.nhn?code=16798
3. ↑  다음 영화 http://movie.daum.net/moviedetail/moviedetailCastCrew.do?movieId=16773&t__nil_CastCrew=tabName 보관됨 2015-10-05 - 웨이백 머신
4. ↑  imdb https://www.imdb.com/title/tt0057831/awards